# Geschichten vom Kater Musch
Geschichten vom Kater Musch ist eine ab 1954 erschienene Kinderhörspiel und -buchreihe von Ellis Kaut. Sie handelt von dem sprechenden Kater Musch, der bei dem Schriftsteller Anton Pfister wohnt und diesen regelmäßig mit Neuigkeiten versorgt.
Die Reihe wurde ab 1954 im Bayerischen Rundfunk als Hörspielserie ausgestrahlt. Noch in den späten 1950er-Jahren erschien erstmals ein Kinderbuch unter dem Titel Musch macht Geschichten (später als Geschichten vom Kater Musch). Die Nachfolgeserie ab 1962 war Meister Eder und sein Pumuckl.

## Handlung
Der Schriftsteller Anton Pfister und sein Begleiter, der kleine Maxl, retten bei einem Sonntagsspaziergang eine Katze vor dem Ertrinken. Anton nimmt das erschöpfte und durchnässte Tier zu sich nach Hause, wo sich bald herausstellt, dass es sprechen kann. Musch, wie sich der Kater selbst vorstellt, spricht nur mit Anton, da er schlechte Erfahrungen gemacht hatte: Die meisten Menschen, die ihn sprechen hören, zweifeln entweder an ihrem Verstand oder werden von anderen für verrückt erklärt. Musch bietet an, Tonerl wie er seinen menschlichen Freund nennt, Neuigkeiten zuzutragen, da eine Katze andere und mehr Dinge erfahre als ein Mensch.

## Entstehung und Veröffentlichungen
Die Hörspiele wurden vierzehntäglich ausgestrahlt, dies ergab ohne Wiederholungen in sieben Jahren rund 150 Folgen. Elfriede Kuzmany sprach den Kater Musch und Hans-Reinhard Müller den Schriftsteller Anton Pfister. Die Regie führte meistens Günther Friedrich. aber auch Hanns Cremer wird zumindest in einer Folge als Spielleiter genannt.
Zwischen 1958 und 1963 weist die ARD-Hörspieldatenbank auch mehrere Original-Hörspiele des WDR in dieser Reihe aus. Hier sprach Alf Marholm Anton Pfister und Wolfgang Forester den Kater Musch. Neben Fritz Peter Vary, dem Hauptregisseur, wird auch Heinz Dieter Köhler in einer Produktion von 1963 als Regisseur erwähnt. Die Musik schrieb Leo Kowalski.
Ab den späten 1950er-Jahren erschienen Buchfassungen als Musch macht Geschichten und später Geschichten vom Kater Musch. Ab Beginn der 1970er-Jahre erschienen Tonträger. Es gibt Übersetzungen der Buchfassungen in Französisch (Ce terrible chat Mouche) und Niederländisch (Pas op voor de poes).